# God Is an Astronaut (album)
| Recensione | Giudizio |
| ---------- | -------- |
| AllMusic   |          |
| Onda Rock  |          |

God Is an Astronaut è il quarto album della band irlandese omonima, pubblicato il 7 novembre 2008 da Revive Records.

## Il disco
La band ha annunciato la pubblicazione dell'album attraverso MySpace il 20 ottobre 2008.
Il singolo No Return è stato reso disponibile solo per il download sul sito ufficiale alla fine di dicembre.
La copertina è un dipinto intitolato Phoenix Affect Icy November dell'artista Dave King.

## Tracce
1. Shadows – 5:11
2. Post Mortem – 5:52
3. Echoes – 5:10
4. Snowfall – 6:41
5. First Day of Sun – 3:37
6. No Return – 7:04
7. Zodiac – 5:41
8. Remaining Light – 5:30
9. Shores of Orion – 5:15
10. Loss – 10:51

Japanese Edition
1. A Moment of Stillness (Live) - 04:06
2. Point Pleasant (Live) - 04:59
3. A Deafening Distance (Live) - 03:42